# Moussa Ibn Noçaïr
Abou Abderrahman Moussa ibn Noçaïr ibn Abderrahman ibn Zayd (en arabe : أبوعبد الرحمن موسى بن نصير بن عبد الرحمن زيد اللخمي), mieux connu sous le nom de Moussa ibn Noçaïr (en arabe : موسى بن نصير), né en 640 (soit : 20 de l'Hégire), à Kafarmara, en Syrie, et mort en 719 (soit : 98 de l'Hégire), à Damas, est wali et général sous le calife omeyyade Al-Walīd Ier. En 698, il est nommé gouverneur de la province musulmane d'Ifriqiya (Tunisie actuelle). À l'âge de 71 ans, il participe à la conquête musulmane de la péninsule Ibérique, selon l'historiographie traditionnellement reconnue, fondée sur les chroniques arabes des Xe et XIe siècles, et est le premier wali d'al-Andalus, gouvernant entre 712 et 714.

## Biographie

### Origines
Diverses suggestions ont été faites quant à son ascendance. Certains disent que son père appartenait au clan Lakhmide, des semi-nomades arabes originaires du Yémen qui vivaient à l'Est de l'Euphrate et étaient des alliés des Sassanides, tandis que d'autres prétendent qu'il appartenait à la confédération arabe des Banou Bakr. Le récit le plus détaillé est celui de Tabari qui déclare que le père de Moussa a été emmené captif après la chute de la ville mésopotamienne d'Ayn al-Tamr en 633. Selon ce récit, il fait partie des nombreux arabes chrétiens d'Irak qui ont combattu pour le compte de l'empire Perse contre l'armée musulmane. Al-Baladhuri, relatant les mêmes événements, déclare qu'il est un Arabe de la tribu Bali, de Jabal al-Jalil, en Syrie.
En tant qu'esclave, le père de Moussa entre au service d'Abd al-Aziz ibn Marwan (gouverneur de l'Égypte et fils du calife) qui lui donne sa liberté. Il retourne en Syrie où Moussa naît à un endroit appelé Kafarmara ou Kafarmathra. La date de sa naissance est fixée à 640.
Moussa est fait co-gouverneur de l'Irak par le calife Abd al-Malik, avec le frère du calife Bishr ibn Marwan. Il y avait une querelle au sujet de l'argent des impôts manquant, et Moussa a eu le choix : payer une amende énorme, ou être puni de mort. Le patron de son père, Abd al-Aziz ibn Marwan, avait une haute opinion de Moussa et a payé la rançon ; il est ensuite responsable de la nomination de Moussa comme gouverneur de l'Ifriqiya (l'actuelle Tunisie).

### Conquête musulmane du Maghreb
Hassan ibn Numan est envoyé pour poursuivre la conquête musulmane du Maghreb jusqu'au Maroc. Cependant, ses politiques étaient assez strictes et il ne tolérait pas les traditions berbères. Il est relevé de son commandement pour avoir permis des attaques byzantines continues. Moussa Ibn Noçaïr est ensuite envoyé pour renouveler les attaques contre les Berbères. En 1930, J.M. Bourget notait que "les grandes expéditions militaires, comme celle qui mena d’un bout à l’autre de l’Afrique du Nord Mousa ben Noçayr, comportaient la capture de nombreux prisonniers Les populations avaient le choix entre la conversion et l’exil ou la mort". L'historiographie récente a nettement nuancé ce point de vue puisqu'il n'aurait pas imposé l'Islam par la force. Il a plutôt respecté les traditions berbères et a utilisé la diplomatie pour les soumettre. Moussa a l'habileté de pratiquer une large politique d'assimilation, faisant entrer des Berbères dans l'armée et leur confiant des postes de commandement.

#### Gouverneur de l'Ifriqiya
En 698, Moussa devint le gouverneur de l'Ifriqiya et est chargé d'achever la conquête du Maghreb et des îles Baléares et de la Sardaigne. Il est le premier gouverneur de l'Ifriqiya à ne pas être subordonné au gouverneur d'Égypte. Il est le premier général musulman à prendre Tanger et l'occuper. Il doit également faire face à des attaques constantes de la marine byzantine et il construit une marine qui ira à la conquête des îles d'Ibiza, Majorque et Minorque.

### Conquête de la péninsule Ibérique
(Note : La majeure partie de ce qui suit dans cette section se trouve d'abord dans les textes d'Ibn Abd al-Hakam, puis répété par d'autres, par ex. l'Akhbar majmu'a, avec plus de détails mais peu de variation réelle.)

#### Contexte
Des sources musulmanes et chrétiennes citent que Moussa Ibn Noçaïr était désireux de traverser le détroit de Gibraltar en Hispanie, mais il décide de le faire seulement lorsqu'un noble berbère, Julien, comte de Ceuta, l'encourage à envahir l'Ibérie, lui parlant des personnes souffrant des injustices de leur roi, Rodéric, tout en lui donnant des raisons de conquête en lui racontant les richesses que l'on trouverait, et les nombreux palais, jardins et beautés de l'Hispanie. La légende raconte que Julien a souhaité la chute du royaume wisigoth parce que sa fille avait été violée par Rodéric,.

#### Invasion
Après un petit raid réussi sur la côte espagnole à Tarifa, et la force de raid revenant avec un butin qu'ils ont pris sans aucune résistance signalée, Moussa décide de débarquer une plus grande force d'invasion. Tariq ibn Ziyad traverse le détroit avec environ 7 000 Berbères et Arabes, et atteint  Gibraltar (depuis le Jebel Tariq, signifiant la montagne de Tariq, en arabe). L'objectif de l'expédition devait être de mener d'autres raids et d'explorer le territoire. L'armée de Tariq contient quelques guides fournis par Julien. Trois semaines après son débarquement, les musulmans sont confrontés à une armée wisigothe supérieure de près de 20 000 hommes dirigée par le roi Rodéric. Les musulmans remportent la bataille de Guadalete, et presque toute la noblesse wisigothe est tuée dans la bataille. Les musulmans marchent ensuite vers Cordoue, en contournant plusieurs fortes fortifications. La ville bien défendue tombe, et Tariq établit une garnison là principalement composée des Juifs de la ville qui accueillent les envahisseurs, ayant été soumis aux persécutions des Wisigoths pendant des siècles. Tariq continue alors son chemin vers Tolède.
Moussa, apprenant les succès de Tariq, débarque en Ibérie avec une armée de 18 000 Berbères et Arabes. Il prévoit de rencontrer Tariq à Tolède, mais d'abord s'emploie à prendre Séville, que Tariq a contournée. Il rencontre une forte résistance, mais réussit après trois mois de siège. Il fait ensuite campagne dans la province de Lusitanie, y éliminant la résistance wisigothique restante. Son dernier objectif, avant de rencontrer Tariq, est de soumettre Mérida, capitale de la Lusitanie. Après cinq mois de siège et de combats peu concluants, un groupe de Ceutans, prétendant être des renforts chrétiens, réussit à convaincre les gardes d'ouvrir les portes. Une fois à l'intérieur, les « renforts », près de 700, submergent les gardes et réussissent à garder les portes ouvertes pour que les musulmans puissent entrer dans la ville et s'en emparer.
Après la prise de Mérida, Moussa divise ses forces, emportant la majorité avec lui pour rencontrer Tariq à Tolède où il resterait pour l'hiver. Le reste de ses forces est dirigé par son fils Abd al-Aziz, qui retourne à Séville pour faire face à un soulèvement. Abd al-Aziz réprime rapidement la rébellion. Il mène ensuite plusieurs campagnes sur le voyage de retour dans les territoires de Lusitanie. Coimbra et Santarém sont prises au printemps 714. Abd al-Aziz fait ensuite campagne à Murcie. Le duc de Murcie, Théodemir ou Tudmir, comme il est appelé par les musulmans, se rend à Abd al-Aziz après plusieurs combats âprement disputés en avril 713. Les conditions imposées à Théodemir déclarent que ce dernier gardera la citadelle d'Orihuela et plusieurs autres cités, y compris Alicante et Lorca sur la Méditerranée, que ses disciples ne seront pas tués, faits prisonniers, ou contraints à l'islam, et que leurs églises ne seront pas brûlées. Moussa exige également que Théodemir n'encourage pas ou ne soutienne pas la résistance face aux musulmans, et que lui et chaque citoyen sous sa domination paient une taxe annuelle en argent et autres biens.
Moussa rencontre finalement Tariq où il y a une dispute sur le butin de ce dernier, qui aurait inclus une table d'or couverte de pierres précieuses et d'autres pierres précieuses qui auraient appartenu à Salomon. Pendant ce temps, le messager de Moussa, Moughith al-Roumi (le Romain), qui a été envoyé au calife Al-Walid Ier pour l'informer de la situation en Hispanie, est de retour. Le calife demande à Moussa de se retirer et de se présenter en personne à Damas. Moussa choisi d'ignorer temporairement cet ordre, sachant que s'il ne poursuivait pas son avance, la résistance wisigothe pourrait augmenter et retourner l'échiquier contre les musulmans. Après avoir fait cela, il continue avec Tariq au nord ; Moussa se dirige vers Saragosse, à laquelle il met siège, tandis que Tariq se rendait dans les provinces de León et de Castille, s'emparant des villes de León et d'Astorga. Moussa continue après avoir pris Saragosse au nord, prenant Oviedo et atteignant le golfe de Gascogne. La conquête musulmane de la péninsule ibérique achevée, Moussa procède à la mise en place des gouverneurs et des préfets à travers le nouvel al-Andalus, avant de retourner à Damas avec la plus grande partie du butin pris lors de la conquête.

### Retour à Damas
Les deux conquérants d'Espagne sont donc convoqués par le calife à Damas. Tariq est arrivé le premier, selon certains comptes. Mais le calife est tombé malade. Son frère, Soulayman ibn Abd al-Malik, devient temporairement responsable de l'affaire et demande à Moussa, qui arrive avec une cavalcade de soldats et de trésors, de retarder son entrée dans la ville. Il a certainement l'intention de réclamer pour lui-même les gloires apportées par la conquête. Mais Moussa rejette cette demande, entre triomphalement dans Damas et ramène le butin devant Al-Walid Ier, qui apporte à Moussa et à Tariq une popularité sans précédent parmi les habitants de Damas. Al-Walid est alors mort quelques jours plus tard et a été remplacé par son frère Soulayman, qui exige que Moussa livre tout son butin. Quand Moussa s'en plaint, Soulayman le dépouille de son grade et confisque tout le butin, y compris la table qui aurait appartenu à Salomon.
Un des fils de Moussa, Abd al-Aziz ibn Moussa, épouse une femme ibérique, qui est la fille ou la femme de Rodéric. Elle demande à Abd al-Aziz pourquoi ses invités ne s'inclinent pas devant lui comme ils le font en présence de son père. Il est rapporté qu'il a commencé à forcer les invités à s'incliner devant lui. Il est dit qu'il est devenu secrètement chrétien et qu'un groupe d'Arabes l'a assassiné, lui coupant la tête et l'envoyant au calife. Soulayman a reçu son père dans son auditoire quand la tête est arrivée, et voyant de qui il s'agissait, a demandé à Moussa s'il l'a reconnu. Moussa a maintenu sa dignité, en disant qu'il l'a reconnu comme appartenant à quelqu'un qui avait toujours pratiqué la foi avec ferveur, et maudit les hommes qui l'avaient tué. Un autre fils, Abd Allah, qui a agi en tant que gouverneur de l'Ifriqiya après Moussa, a été exécuté sur les ordres du calife parce qu'il était soupçonné d'avoir tué l'homme qui l'avait remplacé.

### Mort
Moussa est mort naturellement pendant la route du pèlerinage à La Mecque avec Soulayman vers 715-716. À cause de sa disgrâce et des malheurs de ses fils, les historiens médiévaux du Maghreb ont tendance à attribuer ses faits d'armes (la conquête de Tanger et du Sous) à Oqba ibn Nafi.
Selon l'explorateur et géographe berbère Ibn Battuta du XIVe siècle, le sommet du Djebel Moussa est nommé en son honneur.

## Légende
Moins de 200 ans après sa mort, Moussa devient le sujet de légendes fantastiques. Les premières à apparaître sont notées par Ibn al-Faqih à la fin du IXe siècle ou au début du Xe siècle. Selon elles, Moussa reçoit l'ordre du calife d'enquêter sur les rapports d'une ville étrange appelée Madinat Al-Baht ( مدينة البهث ) , qui se traduit par ville de mensonge ,connu après par Madinat Anouhasse ( مدينة النحاس ), la "ville de cuivre", dériver du mot arabe ( مدينة الصُّفْر ) , Le laiton ou le cuivre jaune ( النحاس الأصفر ) . Moussa marche de Qayrawan (Kairouan) aux déserts de l'Espagne et vient sur une ville qui est entourée par des murs sans entrée. Ceux qui ont tenté de regarder par-dessus le mur sont devenus fous et ont sauté, en riant de manière délirante. Moussa s'est ensuite dirigé vers un lac voisin, qui contenait des jarres en cuivre. Une fois ouverts, un génie a émergé de chacun.
Cependant, après un long périple, la ville resta introuvable. Certaines versions de l’histoire rapportent qu'un sage ou un voyant aurait averti Moussa que la quête de la Madinat Anouhasse était vouée à l'échec et que la ville était protégée par des forces surnaturelles. D'autres interprétations soulignent la symbolique de cette ville perdue, représentant les dangers de la quête insensée des richesses matérielles et des illusions de pouvoir.
Une version plus étendue de la même légende est notée dans Les Mille et Une Nuits où Moussa rencontre de nombreuses autres merveilles, comme un palais rempli de bijoux, dont le seul occupant humain était le cadavre embaumé d'une belle femme, gardé par deux robots guerriers.
Ibn Abi Dinar, historien du XVIIe siècle, utilise le déclin de la fortune de Moussa comme une leçon d'objet dans les caprices de l'existence humaine, avec quelques exagérations : 
« Moussa, qui a conquis la moitié du monde habité, est mort dans la pauvreté, Mendiant des aumônes, après avoir été abandonné par le dernier de ses serviteurs, vaincu par la honte et la misère, il voulut mourir, et Dieu le lui donna : je ne mentionne que les détails de la mort de Moussa pour donner à mes contemporains sont mal lus, un exemple frappant des vicissitudes de la vie humaine ».
Probablement le travail le plus vaste qui puisse être inspiré par la vie de Moussa est une section de l'anonyme |Kitab al-imama wa al-siyasa "Le Livre de l'imamat et de la politique", qui contient une longue description de ses actes accompagnés de nombreux discours et paroles supposés. Contrairement à beaucoup d'autres auteurs, comme Ibn Abd al-Hakam, l'œuvre est entièrement favorable à Moussa.

## Référencement